# قرار مجلس الأمن التابع للأمم المتحدة رقم 1524
قرار مجلس الأمن التابع للأمم المتحدة 1524، المتخذ بالإجماع في 30 كانون الثاني / يناير 2004، بعد إعادة التأكيد على جميع القرارات بشأن أبخازيا وجورجيا، ولا سيما القرار 1494 (2003)، مدد المجلس ولاية بعثة مراقبي الأمم المتحدة في جورجيا حتى 31 تموز / يوليو 2004.

## القرار
وشدد مجلس الأمن على أن عدم إحراز تقدم في التسوية بين الطرفين أمر غير مقبول. وأدان إسقاط طائرة هليكوبتر تابعة لبعثة مراقبي الأمم المتحدة في جورجيا في تشرين الأول / أكتوبر 2001 مما أسفر عن مقتل تسعة أشخاص وأعرب عن أسفه لعدم تحديد هوية مرتكبي الهجوم. وحرب بإسهامات البعثة و رابطة الدول المستقلة. أُجريت انتخابات رئاسية في جورجيا في كانون الثاني (يناير) 2004 وتم تشجيع القيادة الجديدة على متابعة التسوية.

### أعمال
رحب مجلس الأمن بالجهود السياسية المبذولة لحل الوضع، ولا سيما «المبادئ الأساسية لتوزيع الاختصاصات بين تبليسي وسوخومي» لتيسير المفاوضات بين جورجيا وأبخازيا. وأعرب عن أسفه لعدم إحراز تقدم في مفاوضات الوضع السياسي ورفض أبخازيا مناقشة الوثيقة، ودعا كلا الجانبين إلى التغلب على انعدام الثقة المتبادل بينهما. وقد تم إدانة كافة الخروقات لاتفاق 1994 بشأن وقف إطلاق النار والفصل بين القوات . ورحب المجلس أيضا بتخفيف حدة التوترات في وادي كودوري وتوقيع الطرفين على بروتوكول في 2 نيسان / أبريل 2002. ولوحظت مخاوف السكان المدنيين وطُلب من الجانب الجورجي ضمان سلامة بعثة مراقبي الأمم المتحدة في جورجيا وقوات رابطة الدول المستقلة في الوادي.
وحث القرار الطرفين على تنشيط عملية السلام، بما في ذلك زيادة المشاركة في القضايا المتعلقة باللاجئين والنازحين والتعاون الاقتصادي والمسائل السياسية والأمنية. كما أعاد التأكيد على عدم مقبولية التغيرات الديموغرافية الناتجة عن الصراع. ودُعيت أبخازيا على وجه الخصوص إلى تحسين إنفاذ القانون، ومعالجة الافتقار إلى تعليم المنحدرين من أصل جورجي بلغتهم الأولى، وضمان سلامة اللاجئين العائدين.
ودعا المجلس الطرفين مرة أخرى إلى اتخاذ تدابير لتحديد المسؤولين عن إسقاط طائرة هليكوبتر تابعة للبعثة في تشرين الأول / أكتوبر 2001. وطُلب من كلا الطرفين أيضا أن ينأى بنفسه عن الخطاب العسكري والمظاهرات الداعمة للجماعات المسلحة غير الشرعية، وضمان سلامة موظفي الأمم المتحدة. وعلاوة على ذلك، كانت هناك مخاوف بشأن الحالة الأمنية في منطقة غالي، كما وقعت عمليات اختطاف لأفراد حفظ السلام التابعين لبعثة مراقبي الأمم المتحدة في جورجيا ورابطة الدول المستقلة، وهو ما أدانه المجلس.

## روابط خارجية
- نص القرار في undocs.org